# Hans-Otto Wölber

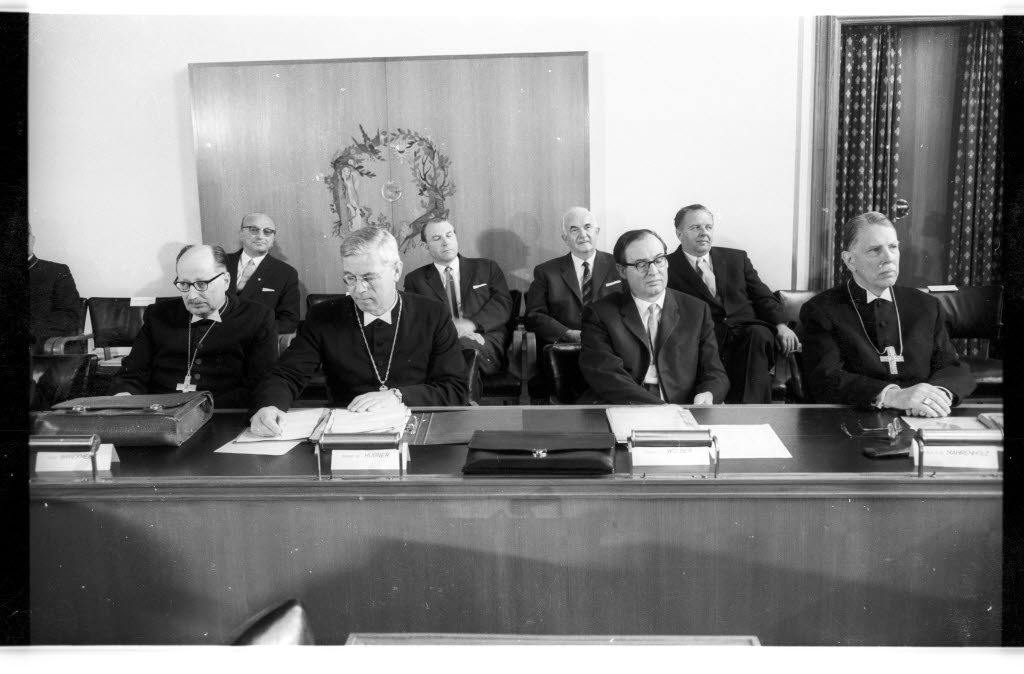
Hans-Otto Wölber (am Tisch, 2.v.r.)

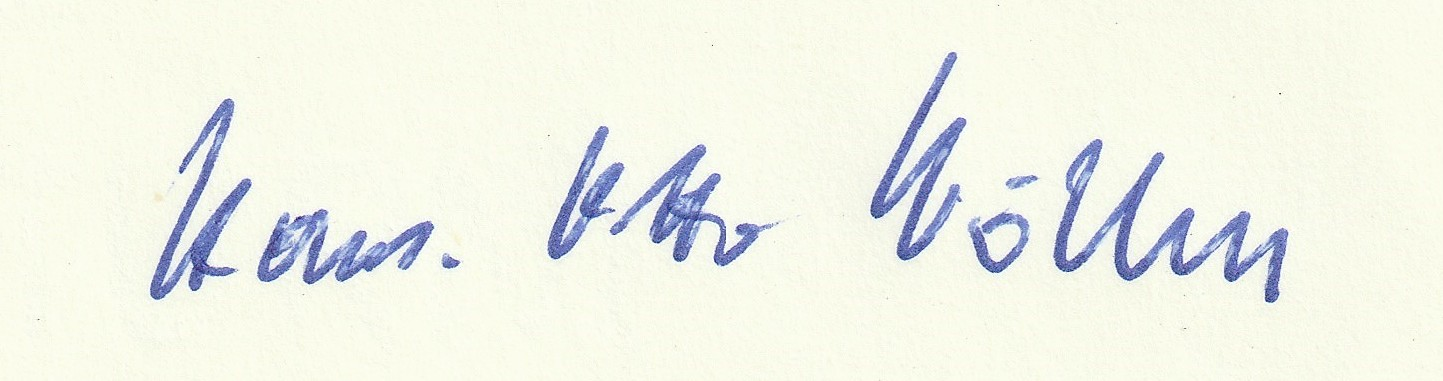
Signatur

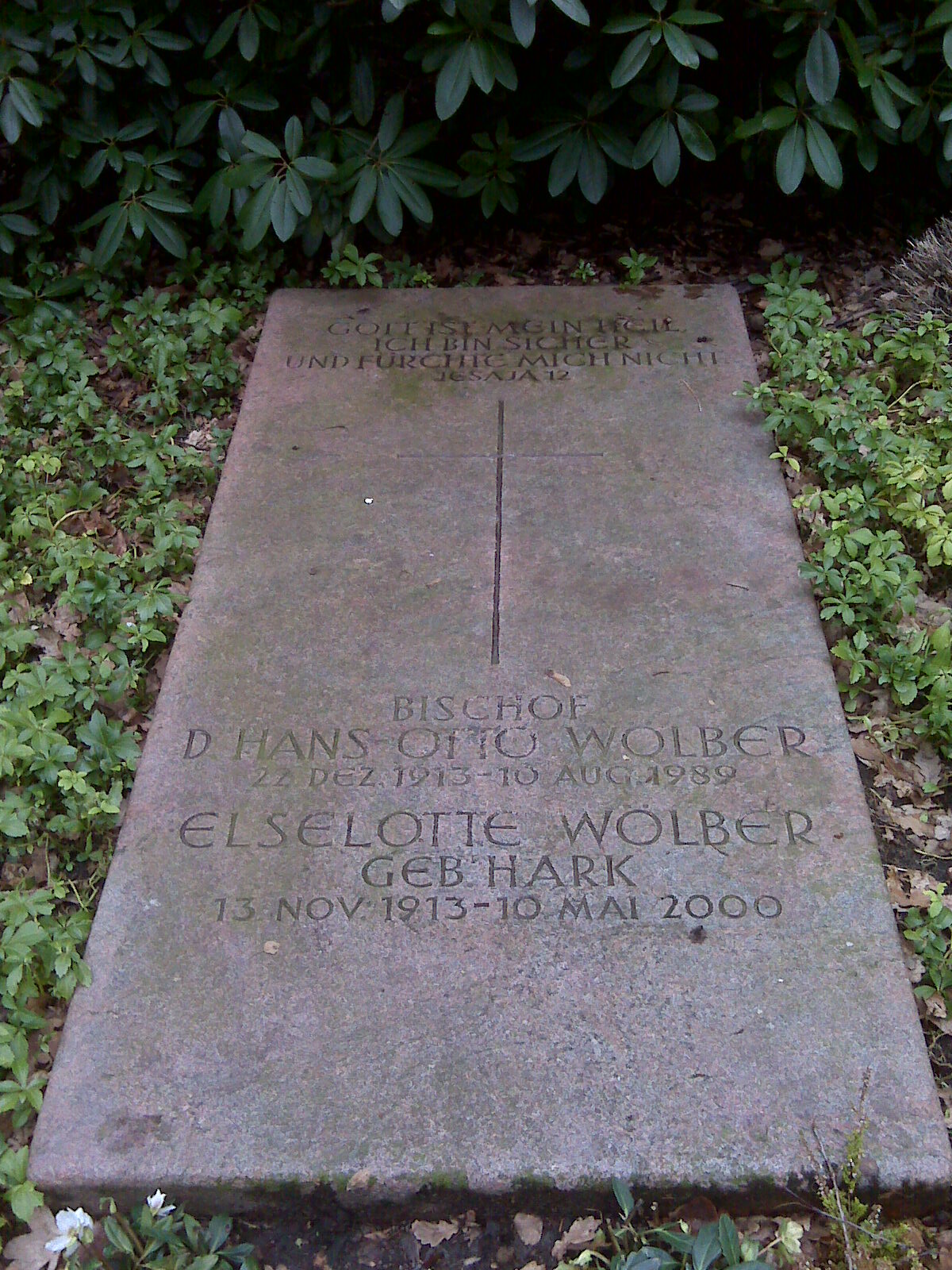
Grabplatte auf dem Ohlsdorfer Friedhof

Hans-Otto Wölber (* 22. Dezember 1913 in Hamburg; † 10. August 1989 ebenda) war ein evangelischer Theologe und Landesbischof der Evangelisch-Lutherischen Kirche im Hamburgischen Staate bzw. Bischof des Sprengels Hamburg der Nordelbischen Evangelisch-Lutherischen Kirche.

## Werdegang
Hans-Otto Wölber wurde als Sohn eines Schiffsingenieurs geboren und wuchs in der Hansestadt Hamburg auf. 1933 machte er an der Oberrealschule in Uhlenhorst das Abitur und studierte bis 1938 Theologie in Bethel, Erlangen und Berlin.
Im Jahre 1940 promovierte er zum Lic. theol. in Hamburg.
Von 1940 bis 1945 war er zum Heeresdienst eingezogen und kam kurzzeitig in Kriegsgefangenschaft in Italien. In diesen Kriegsjahren wurde er 1942 in der Hauptkirche St. Jacobi zu Hamburg zum Pastor ordiniert.
Von 1945 bis 1956 war er als Jugendpastor der Hamburgischen Landeskirche tätig und wurde 1956 zum Hauptpastor an St. Nikolai in der Hansestadt berufen. In diesem Amt wurde er mit der Verlegung der Hauptkirche aus der verödenden Hamburger Altstadt nach Harvestehude und dem Aufbau der dortigen Gemeinde St. Nikolai beauftragt. 1959 wurde er als dienstältester Hauptpastor der Senior und damit Vertreter des Landesbischofs.
Wölber motivierte Horst Kasner, Vater der späteren Bundeskanzlerin Angela Merkel, 1954 als Pfarrer von Hamburg nach Brandenburg zu ziehen.
Im Jahre 1964 wurde er in das Amt des Landesbischof gewählt, zunächst noch als Landesbischof für die Hamburgische Landeskirche, ab 1977 dann als Bischof für den Sprengel Hamburg der neugebildeten Nordelbischen Evangelisch-Lutherischen Kirche. Dieses Amt bekleidete Wölber bis zu seiner Emeritierung im Jahre 1983.

## Andere Ämter und Tätigkeiten
- 195400000: Beauftragter der Vereinigten Evangelisch-Lutherischen Kirche Deutschlands (VELKD) für Jugendfragen
- 1955–1963: ehrenamtlicher Lehrbeauftragter für „Evangelische Jugendkunde“ an der Theologischen Fakultät der Universität Hamburg
- 196500000: Ehrendoktor der Theologie von der Universität Erlangen
- 1967–1970: Mitglied im Rat der Evangelischen Kirche in Deutschland (EKD)
- 1969–1975: Leitender Bischof der VELKD

## Familie
1941 heiratete er Elselotte Hark, mit der er drei Kinder bekam.

## Trivia
In der Hamburger Altstadt wurde eine kleine Straße, der Wölberstieg, nach ihm benannt.

## Werke in Auswahl
- als Herausgeber: Die Erziehung der Geschlechter (= Studienblätter für evangelische Jugendführung. H. 10, ZDB-ID 847182-4). Agentur des Rauhen Hauses, Hamburg 1954.
- Religion ohne Entscheidung. Volkskirche am Beispiel der jungen Generation. Vandenhoeck & Ruprecht, Göttingen 1959.
- Das Gewissen der Kirche. Abriß einer Theologie der Sorge um den Menschen. Vandenhoeck & Ruprecht, Göttingen 1963 (2. Auflage. ebenda 1965).
- 100 Jahre Trennung von Staat und Kirche in Hamburg. 1870–1970. Christians, Hamburg 1970.
- Frömmigkeit heute. Agentur des Rauhen Hauses, Hamburg 1971.
- Christliches in dieser Zeit. Leben aus dem Existenzwissen (= Gütersloher Taschenbücher Siebenstern 1283). Gütersloher Verlagshaus Mohn, Gütersloh 1984, ISBN 3-579-01283-5.
- St. Nikolai. Wegzeichen Hamburgs. Christians, Hamburg 1989, ISBN 3-7672-1076-2.